# McGill (Metro Montreal)

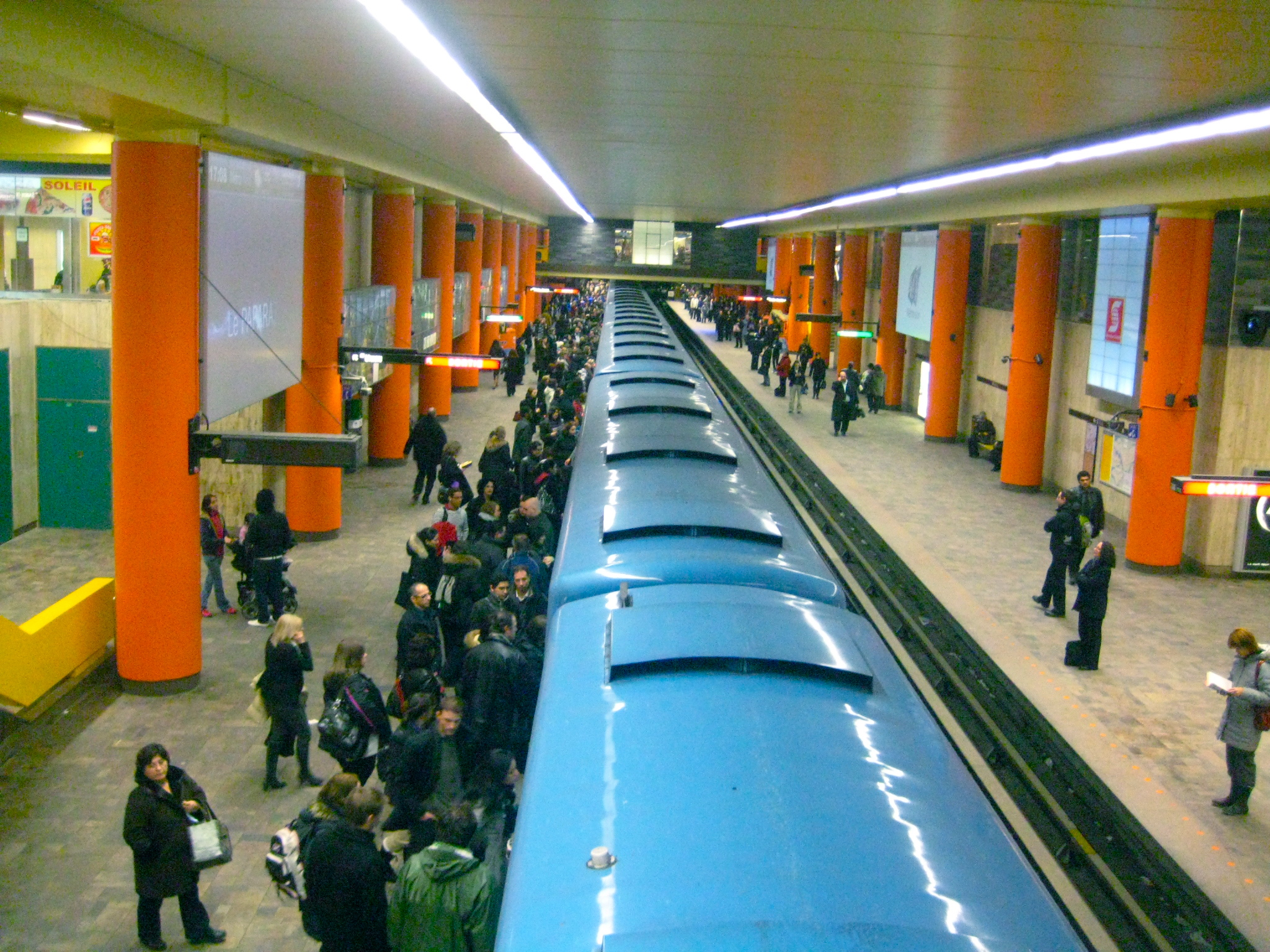
Blick auf die Bahnsteige

McGill ist eine U-Bahn-Station in Montreal. Sie befindet sich im Arrondissement Ville-Marie an der Kreuzung von Boulevard De Maisonneuve und Boulevard Robert-Bourassa. Hier verkehren Züge der grünen Linie 1. Im Jahr 2019 nutzten 11.793.714 Fahrgäste die Station, womit sie nach Berri-UQAM die am zweithäufigsten frequentierte der insgesamt 68 Stationen der Metro Montreal ist.

## Bauwerk

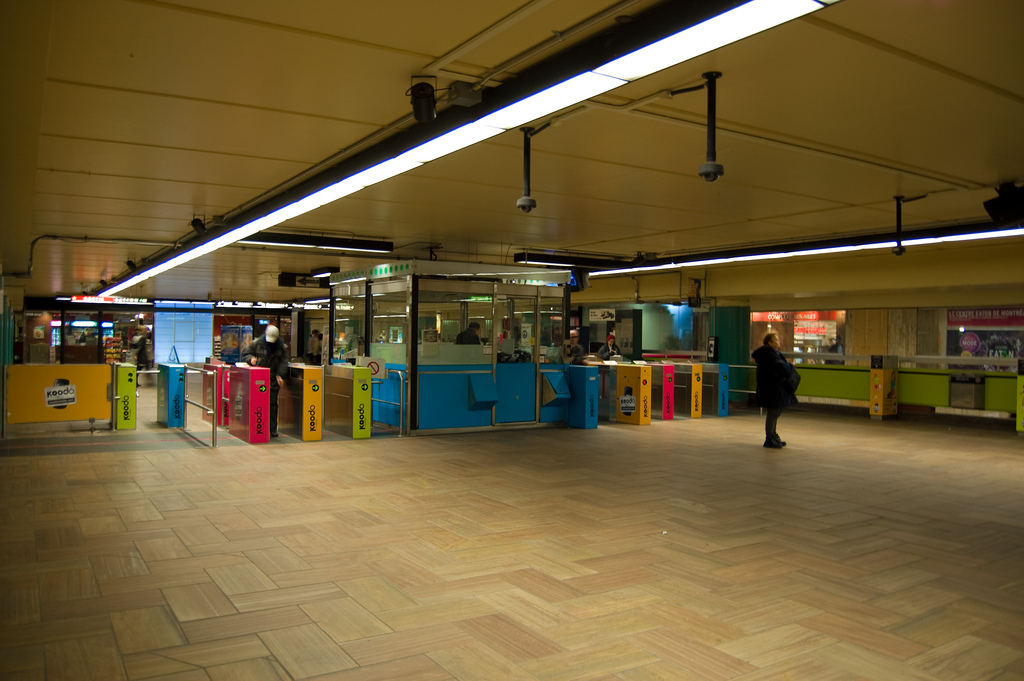
Ansicht der Verteilerebene

Die vom Architekturbüro Crevier, Lemieux, Mercier et Caron entworfene Station liegt inmitten des zentralen Geschäftsviertels und entstand in offener Bauweise. Sie besitzt zwei brückenartige Verteilerebenen an beiden Enden, die entlang der Seitenwände durch zwei Fußgängerstege miteinander verbunden sind. In 10,7 Metern Tiefe liegt die Bahnsteigebene mit zwei Seitenbahnsteigen. Die Entfernungen zu den benachbarten Stationen, jeweils von Stationsende zu Stationsanfang gemessen, betragen 296,52 Meter bis Peel (kürzester Stationsabstand des gesamten Metronetzes) und 345,69 Meter bis Place-des-Arts. Die Station verfügt über mehrere Läden und insgesamt sechs Ausgänge, die alle in benachbarte Gebäude integriert sind (drei am Boulevard De Maisonneuve, zwei an der Avenue Union und einer an dem Boulevard Robert-Bourassa).
Es bestehen Anschlüsse zu sieben Buslinien und zwei Nachtbuslinien der STM. Die Station McGill ist in die weitläufige Montrealer Untergrundstadt integriert. Unterirdisch zugänglich sind mehrere Büro- und Geschäftsgebäude, der Wolkenkratzer Place Ville-Marie sowie die Einkaufszentren Centre Eaton, Promenades Cathédrale und Complexe Les Ailes. Ebenfalls unterirdisch zu Fuß erreichbar sind die Metrostationen Peel und Bonaventure. Weitere Sehenswürdigkeiten in der Nähe sind neben der McGill University die Christ Church Cathedral, das McCord Stewart Museum, das Redpath-Museum und das Stade Percival-Molson.

## Kunst
Auffälligstes Kunstwerk in der Station McGill ist La vie à Montréal au XIXe siècle („Das Leben in Montreal im 19. Jahrhundert“) von Nicolas Sollogub. Dabei handelt es sich um ein Glasgemälde in fünf Zyklen, das sich auf einer Länge von 30,5 Metern über dem nördlichen Bahnsteig erstreckt. Das aus mehr als 1200 Glasteilen bestehende Werk wurde im Dezember 1974 enthüllt und ist ein Geschenk des Tabakwarenkonzerns Macdonald Tobacco. Dargestellt werden verschiedene Szenen aus der Geschichte Montreals.
Der erste Zyklus zeigt die unberührte Île de Montréal, die Ureinwohner aus Hochelaga, französische Kolonisten, das Stadtwappen und das Rekollekten-Kloster. Im zweiten Zyklus sind eine Straßenszene des frühen 19. Jahrhunderts, Werkzeuge und das Vieux Séminaire de Saint-Sulpice zu sehen. Jacques Viger und Peter McGill, die zwei ersten Bürgermeister Montreals, dominieren den zentralen dritten Zyklus; die Figuren sind umgeben von zeitgenössischen Banknoten und Zeitungen sowie verschiedenen Szenen von Handel und Industrie. Der vierte Zyklus ist dem Lachine-Kanal, der Industrie und der Grand Trunk Railway gewidmet, mit dem Mont Royal im Hintergrund. Der letzte Zyklus ist eine Fortsetzung des vierten; dargestellt werden der Lachine-Kanal, der Alte Hafen, der Marché Bonsecours, die Wallfahrtskapelle Notre-Dame-de-Bon-Secours und der Sankt-Lorenz-Strom mit Fischen und Vögeln.
Der Keramiker Maurice Savoie schuf 1966 ein vierteiliges Terrakotta-Wandbild. Es ziert die Säulen beim unterirdischen Eingang zum Einkaufszentrum Complexe Les Ailes und zeigt Darstellungen von Früchten und Blumen. Der Bau des Einkaufszentrums Promenades de la Cathédrale im Jahr 1992 führte zur Anfertigung zweier weiterer Kunstwerke. Die Lichtskulptur Passūs von Murray Macdonald besteht aus bernsteinfarbenem Glas, das bogenförmige Elemente (ähnlich der gotischen Fenster der Christ Church Cathedral) umgibt und von fluoreszierenden Röhren beleuchtet wird, die in einer konstanten Sequenz aufleuchten. Ein Wandbild der Künstlergruppe Les industries perdues aus Holz und Kunstharz stellt eine detaillierte Reliefkarte der Île de Montréal dar. Darauf sind die wichtigsten Gebäude der Stadt deutlich zu erkennen.

## Geschichte
Die Eröffnung der Station erfolgte am 14. Februar 1966, zusammen mit dem Teilstück zwischen Atwater und Papineau. McGill gehört somit zum Grundnetz der Montrealer Metro. Namensgeber der Station sind die McGill University und die zum Haupteingang der Universität führende Avenue McGill College. Die 1821 gegründete Universität gehört heute zu den renommiertesten des Landes und geht auf das Testament des schottisch-kanadischen Pelzhändlers James McGill zurück.

## Zukunft
Zurzeit wird McGill zu einem Umsteigeknoten ausgebaut. In dem seit 1918 bestehenden Mont-Royal-Tunnel entsteht eine neue Station für den Réseau express métropolitain. Diese fahrerlose Leicht-U-Bahn nutzt zum Teil die bestehende exo-Vorortbahn zwischen dem Hauptbahnhof und Deux-Montagnes. Die Eröffnung soll gegen Ende des Jahres 2023 erfolgen.